# Hush Hush (Nathalie Nordnes)
Hush Hush è l'album di debutto della cantante norvegese Nathalie Nordnes, pubblicato il 24 marzo 2003 su etichetta discografica Virgin Records.

## Tracce
1. Chocolate Hot – 3:34
2. Sailing – 4:34
3. Musicbox – 2:17
4. All as One – 2:11
5. Without Your Love – 3:46
6. The Cat Song – 3:19
7. Merry Go Round – 4:01
8. Between Sheets – 4:19
9. Only Because – 3:39
10. Best Friend's Baby – 3:50
11. All or Nothing – 3:50
12. Good Times – 4:22
13. Hush Hush – 3:42

## Classifiche
| Classifica (2003) | Posizione massima |
| ----------------- | ----------------- |
| Norvegia          | 8                 |